# Pons ad Decimum Miliarium (Genova)
Il Pons ad decimum miliarium o Pons ad decimum lapidem (X) era un ponte a schiena d'asino a due archi di epoca romana che attraversava il torrente Riccò a Pontedecimo, quartiere di Genova a cui ha dato il nome. Faceva parte dell'antica via consolare Postumia e, a partire dal 1585, della strada che attraverso il Passo della Bocchetta collegava Genova alla Valle Padana. Travolto nel 1834 da una piena torrentizia, fu sostituito da un ponte carrabile ottocentesco costruito cinquanta metri più a monte, oggi intitolato a Gaetano Dadomo.

## Storia
La Via Postumia fu ultimata nel 148 a.C. per volontà del console Spurio Postumio Albino Magno, al fine di congiungere per via di terra Genova e Aquileia, i due principali porti romani dell’Italia settentrionale. Dopo aver risalito la Val Polcevera, la via consolare attraversava il torrente Riccò per mezzo del Pons ad decimum miliarium, cioè del “ponte al decimo miglio” da Genova, posto alla confluenza con il torrente Verde, nel luogo in cui nasce il torrente Polcevera, prima di iniziare la salita verso Cesino e Langasco per raggiungere i valichi appenninici.
Per tutta la storia antica, medioevale e moderna, il ponte rivestì una funzione strategica di collegamento sulla principale via che univa Genova e alla pianura Padana. Probabilmente distrutto o danneggiato da Rotari nel 641, fu più volte riparato o ricostruito. Nel 1158, la famiglia di Caffaro eresse sul poggio antistante il ponte il Castello di Pontedecimo da cui sorvegliarne il passaggio. Tra la fine del XIV secolo e la metà del XV secolo la zona fu la roccaforte della famiglia Guarco, stabilitasi a Cesino, la quale diede alla Repubblica di Genova tre dogi della fazione popolare durante le lotte fra guelfi e ghibellini.
Nel 1585, la costruzione della strada del Passo della Bocchetta, garantendo un più agevole passaggio degli Appennini, diede nuovo impulso al passaggio sul ponte, in particolare in seguito alla costruzione nel 1773 della nuova strada Cambiaggia, che migliorava di molto il collegamento viario verso Genova. 

Stemma del vecchio Comune di Pontedecimo con raffigurato il Pons ad Decimum Miliarium

Nel 1823, dopo l’annessione della Repubblica di Genova al Regno di Sardegna, l’apertura della Strada Regia dei Giovi rese ancora più agevole l’attraversamento degli Appennini, divenendo il principale valico di collegamento fra la Pianura Padana e il mare. Tale via richiedeva la costruzione di un nuovo ponte per l’attraversamento del torrente Riccò, dato che il vecchio ponte romano-medioevale era ormai inadeguato.
Il 26 agosto del 1834, un'eccezionale piena torrentizia del torrente Riccò e del torrente Verde travolse il ponte romano-medioevale, rendendolo inagibile e dando così impulso alla progettazione di un nuovo ponte di poco a monte del precedente. Mentre la discussione sulla costruzione del nuovo ponte di protraeva nel tempo, l'antico ponte danneggiato rimase in uso fino al 1843, anno in cui crollò definitivamente. I resti, oggi del tutto scomparsi, rimasero visibili fino ai primi anni del Novecento.
Il Comune di Pontedecimo, con il Pons ad decimum miliarium inserito nel suo stemma, fu istituito nel 1853.
Il ponte stradale ottocentesco che lo ha sostituito è dedicato al fante Gaetano Dadomo, il quale, mentre era in servizio di guardia al ponte minato si oppose alle truppe tedesche in avanzata verso Genova dopo il Proclama di Pietro Badoglio dell'8 settembre 1943 e cadde sotto il loro colpi.